# Kogelbergia phylicoides
Kogelbergia phylicoides är en tvåhjärtbladig växtart som först beskrevs av A.Dc., och fick sitt nu gällande namn av J.P Rourke. Kogelbergia phylicoides ingår i släktet Kogelbergia och familjen Stilbaceae. Inga underarter finns listade i Catalogue of Life.